# Jean Louis Fasquel
 (juin 2025).
Pour les articles homonymes, voir Fasquel et Fasquelle.
Jean Louis Fasquel (parfois Fasquelle), né le 21 mars 1768 à Paris et mort le 1er avril 1828 à Clichy, est un musicien, compositeur et pédagogue français. Formé à la maîtrise de Notre-Dame de Paris, il devient maître de musique de cathédrale puis professeur au Conservatoire de Paris, et traverse ainsi les bouleversements politiques de la fin du XVIIIe siècle et du début du XIXe siècle.

## Biographie

### Formation à Notre-Dame de Paris (1774-1787)
Jean Louis Fasquel naît le 21 mars 1768 à Paris, paroisse Saint-Merry, fils de Jean-Baptiste Fasquel et de Jeanne Françoise Quesnelle. À l'âge de six ans, il est reçu enfant de chœur à la cathédrale Notre-Dame de Paris le 9 septembre 1774.
Sa formation à la maîtrise de Notre-Dame suit le cursus traditionnel de l'Ancien Régime. En 1786, devenu « spé » (premier enfant de chœur), il demande la permission de faire chanter la messe en musique le jour de l'Ascension, témoignant déjà de ses capacités de compositeur. Son état de santé fragile l'oblige à se reposer à Belleville chez les religieux de Picpus en septembre 1786.
Le 9 juin 1787, il reçoit la tonsure des mains de l'ancien évêque de Senez. Le 7 septembre 1787, comme doyen des enfants de chœur, il obtient l'autorisation exceptionnelle de faire chanter en musique une messe et un magnificat de sa composition aux vêpres de la Nativité de la Vierge. Cette performance lui vaut une gratification de 300 livres.

### Maître de musique en province (1788-1790)
Le 11 janvier 1788, Jean Louis Fasquel est nommé maître de musique du chapitre de la cathédrale Notre-Dame de Sées (Orne), succédant à Pierre Joseph Campagne, décédé brutalement en octobre 1787. Cependant, dès novembre 1788, ayant obtenu la maîtrise de l'église de Meaux, il quitte Sées après avoir reçu ses attestations de service.
En 1790, Fasquel occupe le poste de maître de musique de la cathédrale de Meaux, fonction qu'il exerce jusqu'à la suppression des chapitres cathédrales par la Révolution française.

### Carrière au Conservatoire de Paris (1795-1826)

#### Premier Empire
Le 7 novembre 1795, Jean Louis Fasquel est nommé professeur de vocalisation (2e classe) au Conservatoire national, puis professeur de préparation au chant. Cette nomination s'inscrit dans la politique de recrutement du nouveau Conservatoire créé par la Convention.
Le 30 décembre 1800, il épouse Philippine-Augustine-Pétronille-Sophie d'Introuz, chanteuse de 29 ans. Leur contrat de mariage, signé le 1er janvier 1801, révèle qu'il apporte 7 000 francs « provenant de ses gains et épargnes » et réside rue Coquenard dans le faubourg Montmartre.
Une réforme du Conservatoire l'oblige à quitter temporairement son poste du 23 septembre 1802 au novembre 1805. Il reprend ensuite son enseignement comme professeur de solfège le 1er janvier 1806, parallèlement à ses activités de haute-contre à l'Académie impériale de musique (l'Opéra).

#### Activités à l'Opéra de Paris
En mars 1808, sa femme est admise comme artiste des chœurs à l'Opéra aux appointements de 600 francs. Les chefs de chant la décrivent comme ayant « de la voix et [étant] bonne musicienne ».
Le 28 avril 1812, Fasquel est nommé professeur de solfège aux classes de l'Académie de musique, aux appointements de 1 200 francs, le directeur soulignant qu'il « a réuni tous les suffrages ».

#### Participations aux cérémonies officielles
Fasquel participe régulièrement aux cérémonies religieuses officielles de l'Empire à Notre-Dame de Paris comme haute-contre, recevant 18 francs par prestation[réf. nécessaire] :
- 4 décembre 1808 : anniversaire du sacre de Napoléon
- 25 décembre 1808 : victoires en Espagne et prise de Madrid
- 28 mai 1809 : prise de Vienne
- 23 juillet 1809 : victoires d'Enzersdorf et de Wagram
- 4 octobre 1812 : victoire de la Moskowa (48 francs comme soliste)[1].

#### Restauration
Sous la Restauration, Fasquel poursuit sa carrière au Conservatoire, devenu École royale de musique. En 1814, il renonce à ses fonctions de choriste à l'Opéra « à cause de la faiblesse de [sa] poitrine », tout en conservant son poste de professeur.
En 1821, ses revenus s'élèvent à 5 300 francs annuels, répartis entre sa pension (1 800 francs), son salaire de professeur à l'École royale de musique (800 francs), ses fonctions de musicien de la Chapelle royale (1 200 francs) et de chef répétiteur des chœurs de l'Académie royale de musique (1 500 francs).
Il prend sa retraite du Conservatoire le 1er janvier 1826.

### Vie privée et décès
Après le décès de sa première épouse le 9 octobre 1821, Fasquel épouse en secondes noces Alexandrine-Madeleine-Edmée Pommeret. En 1820, il adopte la fille naturelle de sa première femme, Victoire-Adélaïde Boucard-Fasquel.
Jean Louis Fasquel meurt le 1er avril 1828 à son domicile du 8, rue des Dames aux Batignolles à Clichy, qualifié de « pensionnaire de l'État ».

## Activités maçonniques
Fasquel est membre de la franc-maçonnerie et participe aux activités du Grand Orient de France. En 1808, il figure parmi les interprètes lors de la Saint-Jean d'hiver du Grand Orient de France, aux côtés des frères Baptiste et Bertin. Il participe également à la Saint-Jean d'été 1810,.
Il est membre de plusieurs loges parisiennes prestigieuses : la loge des Neuf Sœurs en 1806 et Anacréon en 1808. Il compose également de la musique maçonnique, notamment une « Romance maçonnique » pour la fête de la Saint-Jean d'été, publiée et vendue à Paris.

## Œuvres

### Musique sacrée
- Messe et magnificat (1787) — Composés pour la cathédrale Notre-Dame de Paris

### Musique maçonnique
- Romance maçonnique — Pour la fête de la Saint-Jean d'été, publiée à Paris
- Le Thermomètre de l'Amour[5]

### Chansons et musique profane
Fasquel compose de nombreuses chansons, notamment des « chansons bachiques » pour la Société des Joyeux et le Gymnase lyrique :
- Plus on est de fous, plus on rit[6] — Chansonnette bacchique sur un texte d'Armand Gouffé, publiée
- Premier regard, premier soupir, premier baiser — Sur un texte de M. Macaire, publiée
- Versez toujours — Chanson bachique
- Ma chanson ou l'inspiration bachique — Chanson bachique
- Descente en Angleterre (1805) — Chant et marche militaire sur un texte de C. A. Reussel.

Il compose également sur des textes de Levasseur, Collé, Rougemont et Désaugiers.